# Diplotoxa xantha
Diplotoxa xantha är en tvåvingeart som beskrevs av Yang 1993. Diplotoxa xantha ingår i släktet Diplotoxa och familjen fritflugor.
Artens utbredningsområde är Nei Mongol (Kina). Inga underarter finns listade i Catalogue of Life.